# Església de Santa Hripsimè
L'església de Santa Hripsimè (en armeni: Սուրբ Հռիփսիմե եկեղեցի, Surb Hřip'simē yekeghetsi) és una església apostòlica armènia del segle vii situada a la ciutat de Vagharshapat (Edjmiatsín), d'Armènia. És una de les esglésies més antigues del país. La va erigir Komitas per a reemplaçar el mausoleu original construït pel catolicós Isaac el Gran l'any 395, que contenia les restes de la màrtir santa Hripsimè, a qui està dedicada. L'estructura actual es va completar en el 618. És coneguda per la seua fina arquitectura del període clàssic armeni, que ha influït en moltes altres esglésies armènies de llavors ençà. Va ser inclosa en la llista de la UNESCO com a Patrimoni de la Humanitat juntament amb altres esglésies properes, incloent-hi la Catedral d'Edjmiatsín, l'església mare d'Armènia, el 2000.

## Història
Un temple hel·lenístic, semblant al de Garní i dedicat a una dea pagana, ocupava l'indret de l'església abans del segle iv. Durant les excavacions del 1958 van aparéixer sota la columna de suport els fonaments d'un monumental edifici de pedra amb ornaments hel·lenístics. Hripsimè, juntament amb l'abadessa Gayane i 38 monges, són considerades les primeres màrtirs cristianes de la història d'Armènia. Foren perseguides, torturades i finalment assassinades pel rei Tiridates III d'Armènia. Segons el cronista Agathangelos, després de la conversió al cristianisme el 301, Tiridates i Gregori l'Il·luminador van construir un martiri dedicat a Hripsimè al lloc del seu martiri, que fou semienterrat. Les excavacions al voltant de l'església han tret a la llum restes de dones torturades enterrades a la manera dels primers cristians, que, segons Agop Jack Hacikyan et al., "semblen donar suport a la història d'Agathangelos." L'any 395 el patriarca Isaac va reconstruir o construir un nou martiri, que havia estat destruït per Shapur II de l'Imperi sassànida en els anys 360.
L'edifici actual s'alçà durant el regnat de Catolicós Komitas (615-628), segons un relat del cronista contemporani Sebeos i dues inscripcions, una a la façana oest i l'altra a l'absis est. Va substituir l'anterior mausoleu de Hripsimè. Els historiadors suggereixen que l'església es va acabar al 618. La cúpula degué restaurar-se en els segles X o XI, tot i que alguns investigadors pensen que la construcció original és del segle VII.

Pintura de l'església per Vardges Sureniánts, 1879

L'església estava en ruïnes i abandonada a principis del segle xvii. Segons una inscripció de la façana occidental, l'església fou renovada pel catolicós Philipos, el 1653. S'hi va erigir un nàrtex obert (gavit) davant l'entrada occidental. Es va construir un campanar en el nàrtex al 1790 per encàrrec del catolicós Ghukas I de Karin.
El 1776, l'església fou fortificada amb un mur de rajola i torres a les cantonades pel catolicós Simeó I d'Erevan.
L'església fou molt renovada el 1898. Els fonaments se'n reforçaren i el sostre i la cúpula es van reparar al 1936. El 1958 es va llevar el guix de les parets interiors i es va baixar el pis interior. El campanar se'n renovà el 1987.

## Arquitectura
L'església de Santa Hripsime és una cúpula amb quatre petxines tancada en un rectangle, amb dos nínxols angulars al costat nord i sud. L'historiador d'art alemany Wilhelm Lübke opinava que l'església estava construïda en "una variació molt complicada de planta cruciforme".

### Recepció
L'exterior monumental de l'església de Santa Hripsimè es "considera un dels grans assoliments de l'arquitectura medieval armènia". S'ha descrit com una "joia de l'arquitectura armènia" i "una de les composicions més complexes de l'arquitectura armènia". Amb l'església de Santa Gaiané, és un "model de l'austera bellesa de l'arquitectura eclesiàstica armènia primerenca".

### Imitacions
L'església no és pas el primer exemple d'aquesta forma arquitectònica; la seua forma, però, és àmpliament coneguda en la història de l'arquitectura com el "tipus Hripsimè", ja que n'és l'exemple més conegut d'aquesta forma. També s'ha denominat "tipus Djvari" o "tipus Djvari-Hripsime" per Djvari a Geòrgia.
Entre les esglésies notables amb plans semblants hi ha l'església d'Avan (segle VI) de Surb Hovhannes (sant Joan), l'església de Garnahot (segle vi) de Surb Gevorg (sant Jordi), l'església de la Santa Creu de Soradir (segle vi), el Monestir Targmanchats d'Aygeshat (segle vii), la Catedral de la Santa Creu d'Aghtamar (segle x), i l'església Surb Astvatsin (Santa Mare de Déu) de Varagavank (segle vi). La forma arquitectònica també es troba en la veïna Geòrgia, com ara en l'església d'Ateni Sioni (segle VII), el Monestir de Djvari (segle vii), i el Monestir de Martvili (segle X).

## Galeria

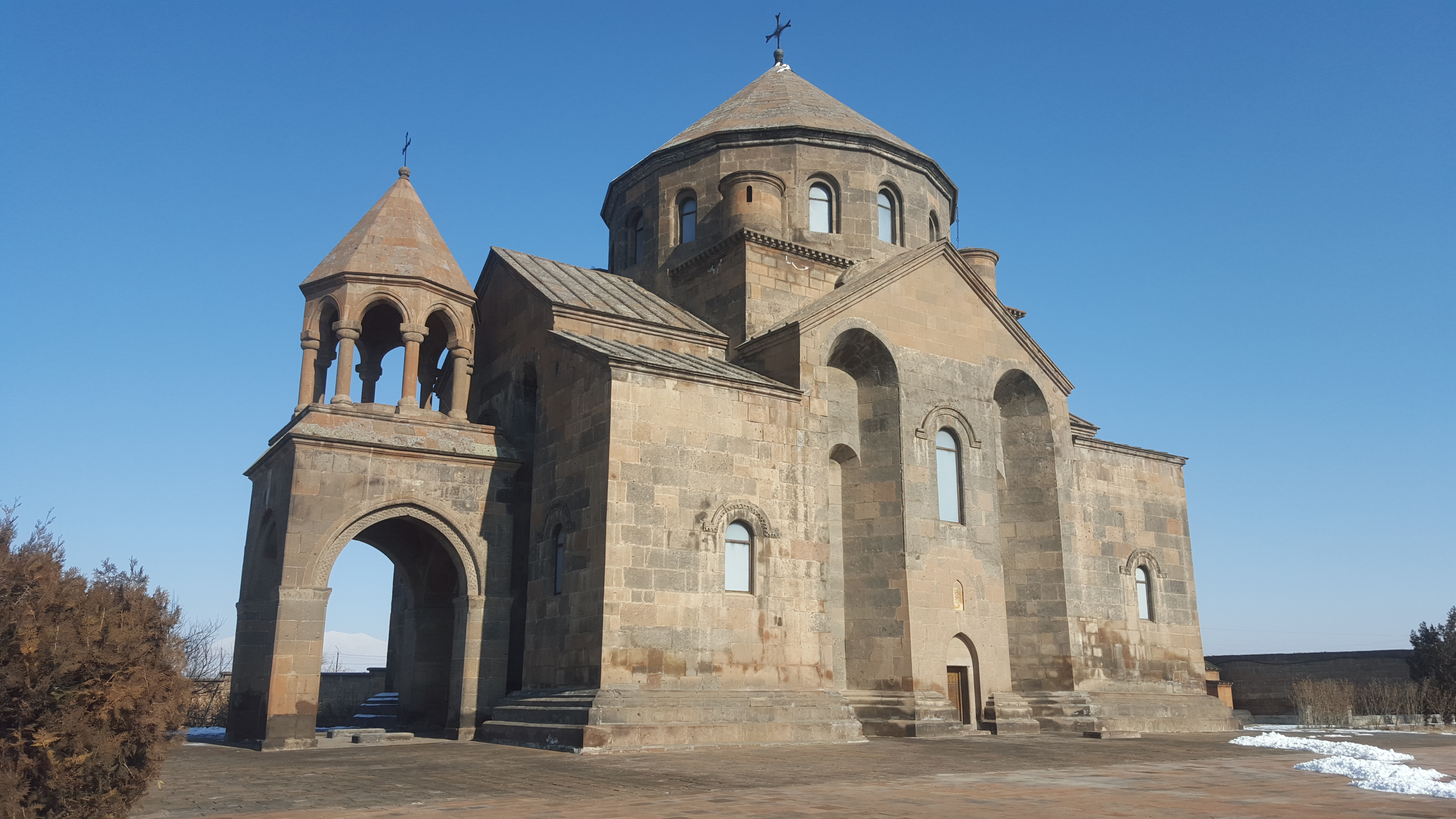
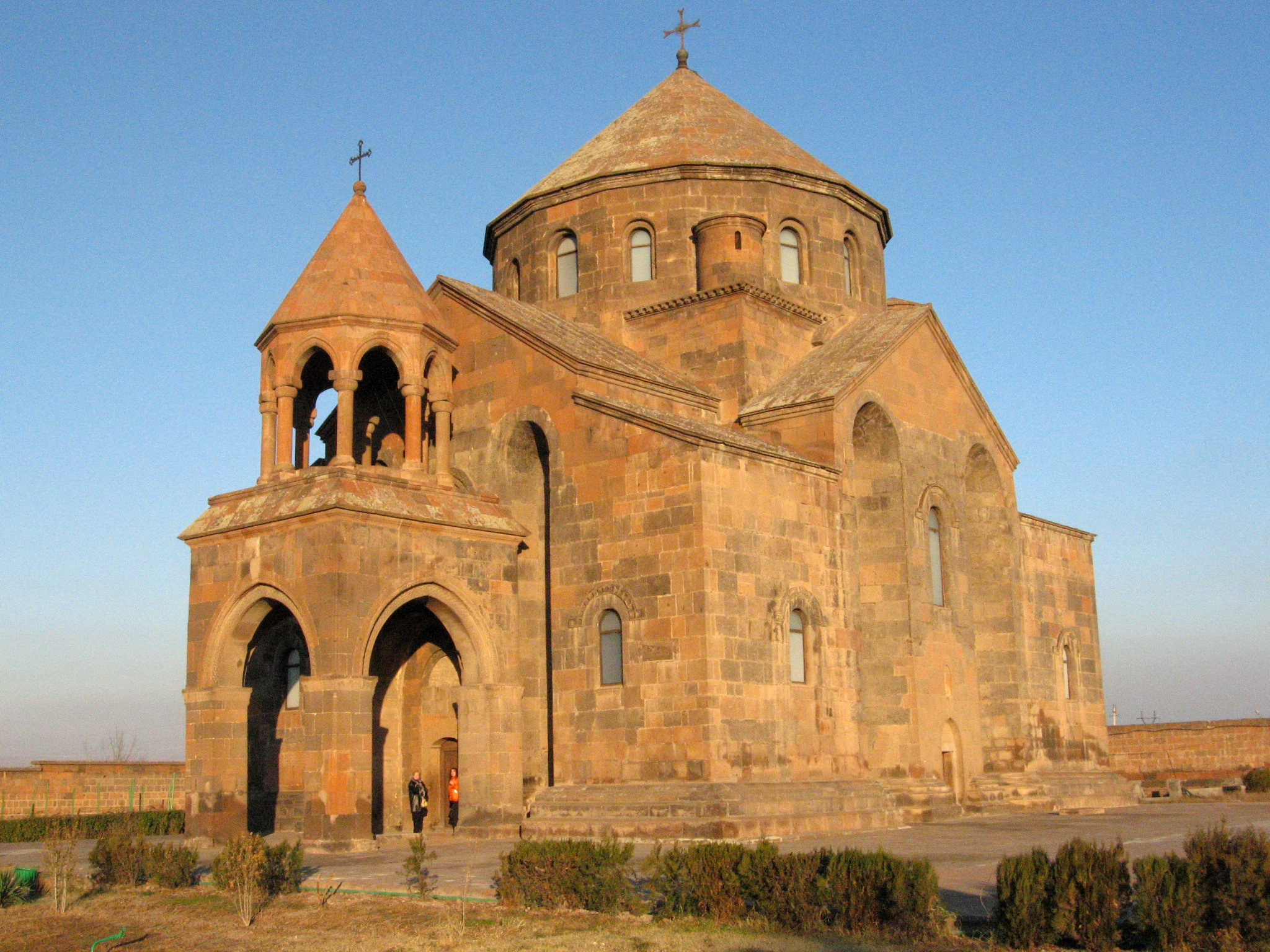
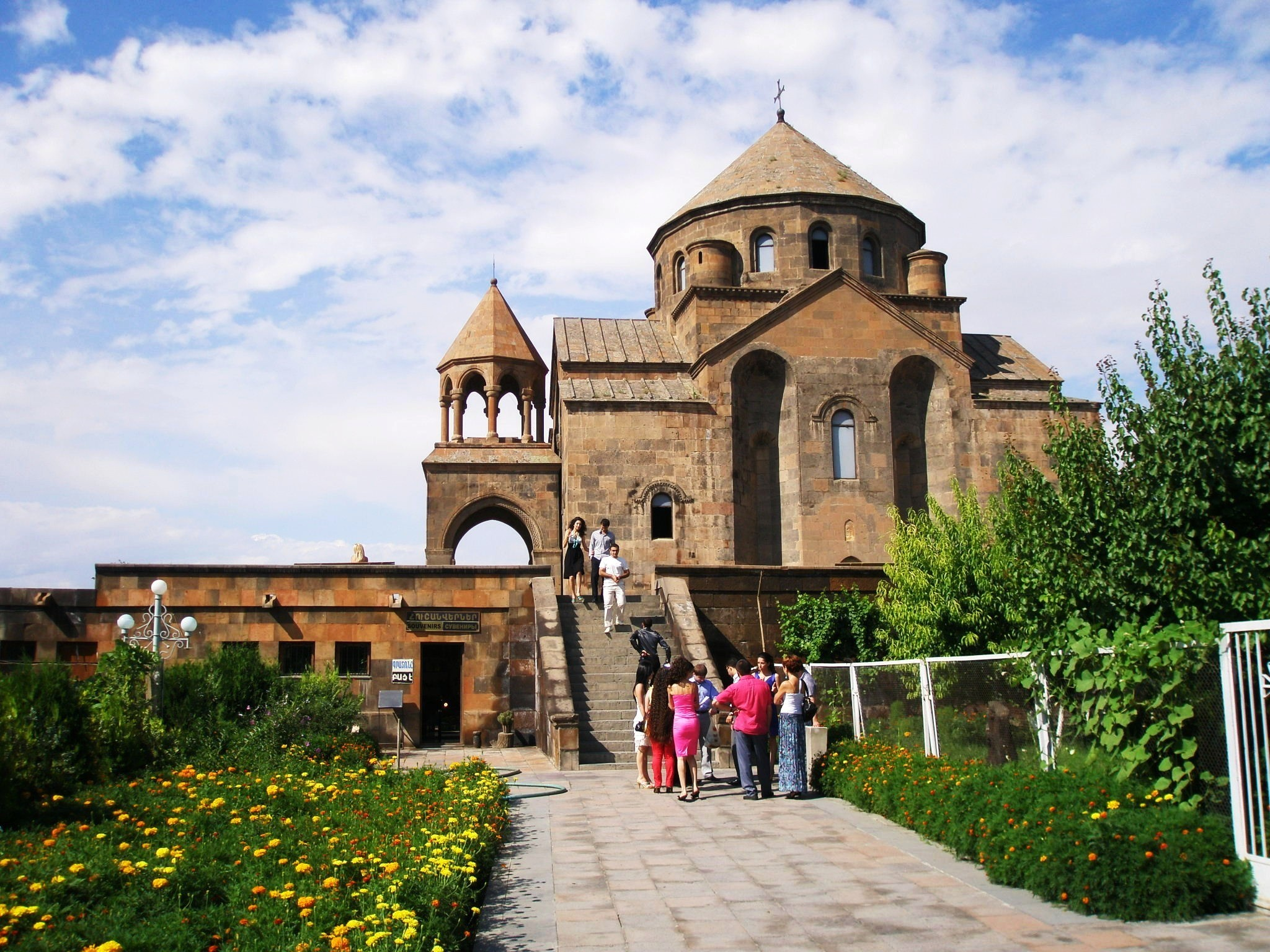
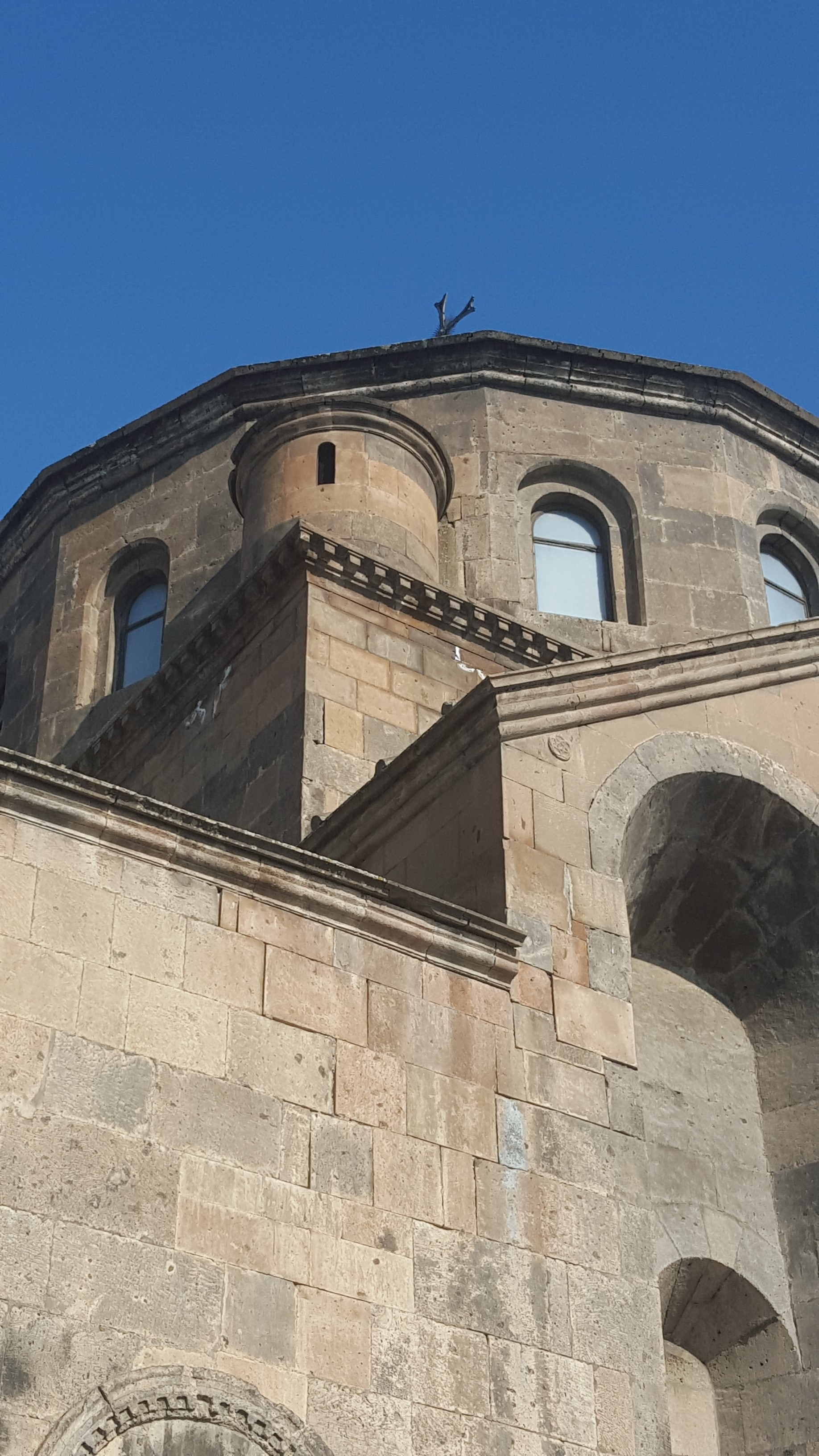
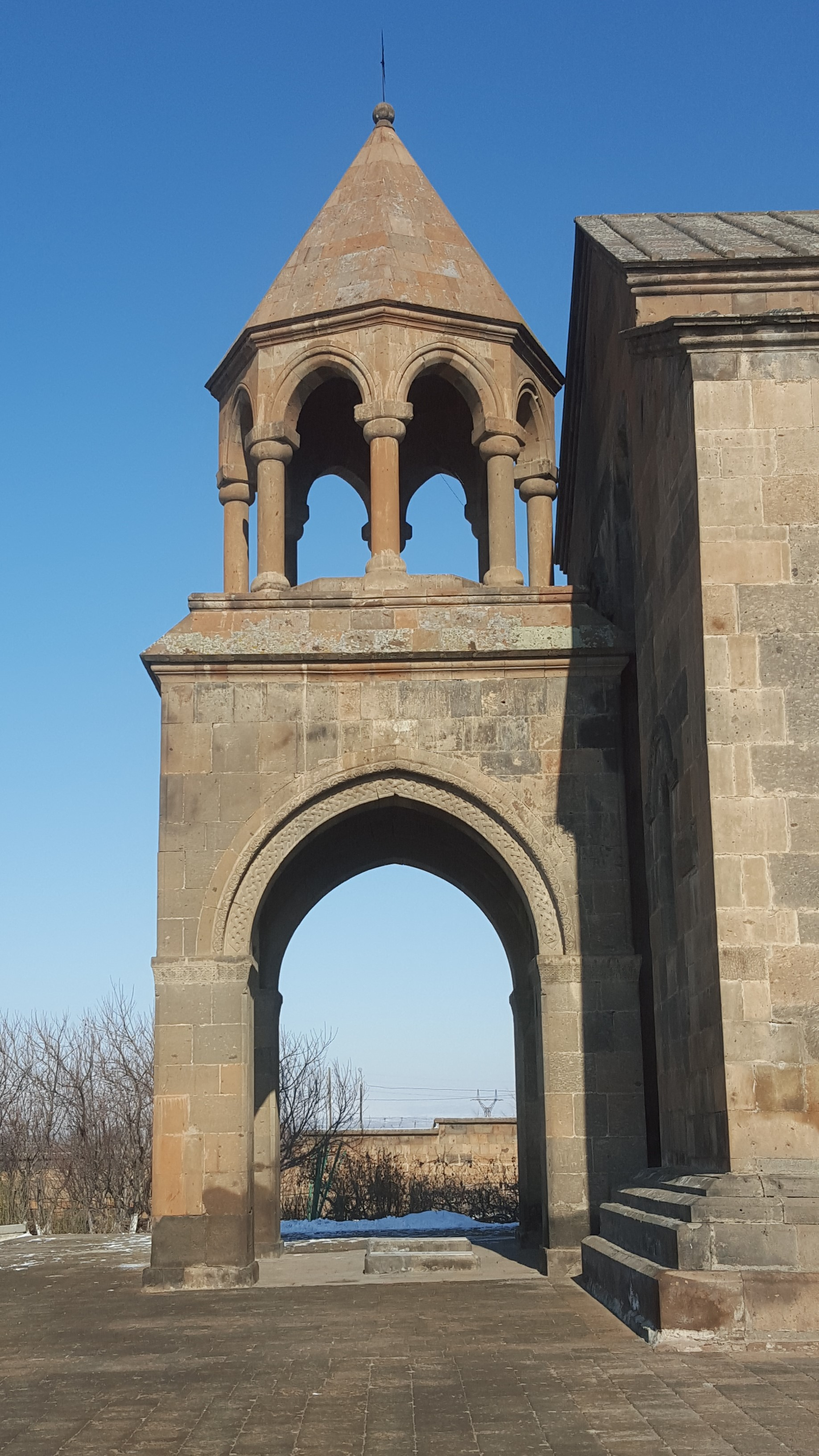
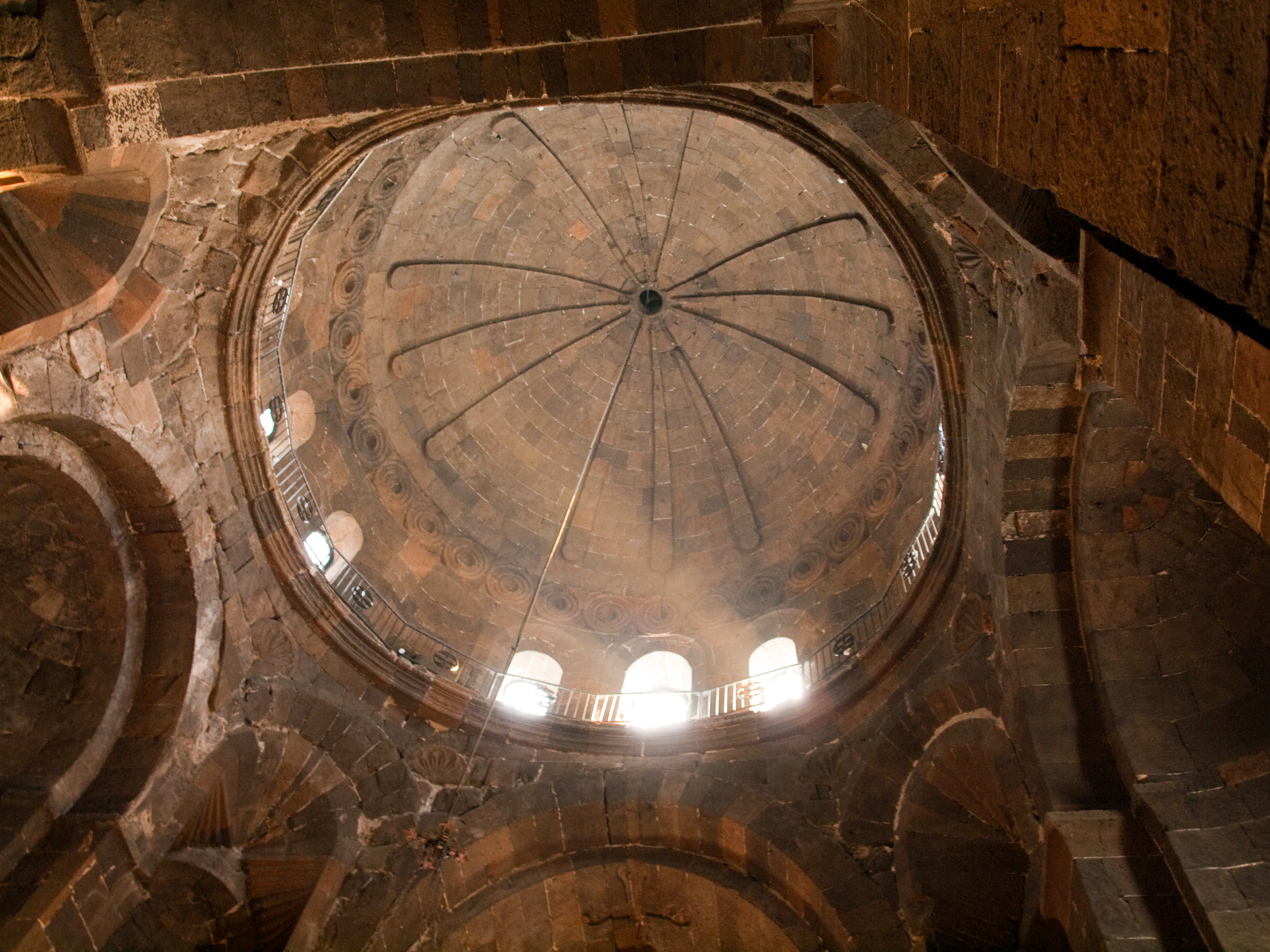
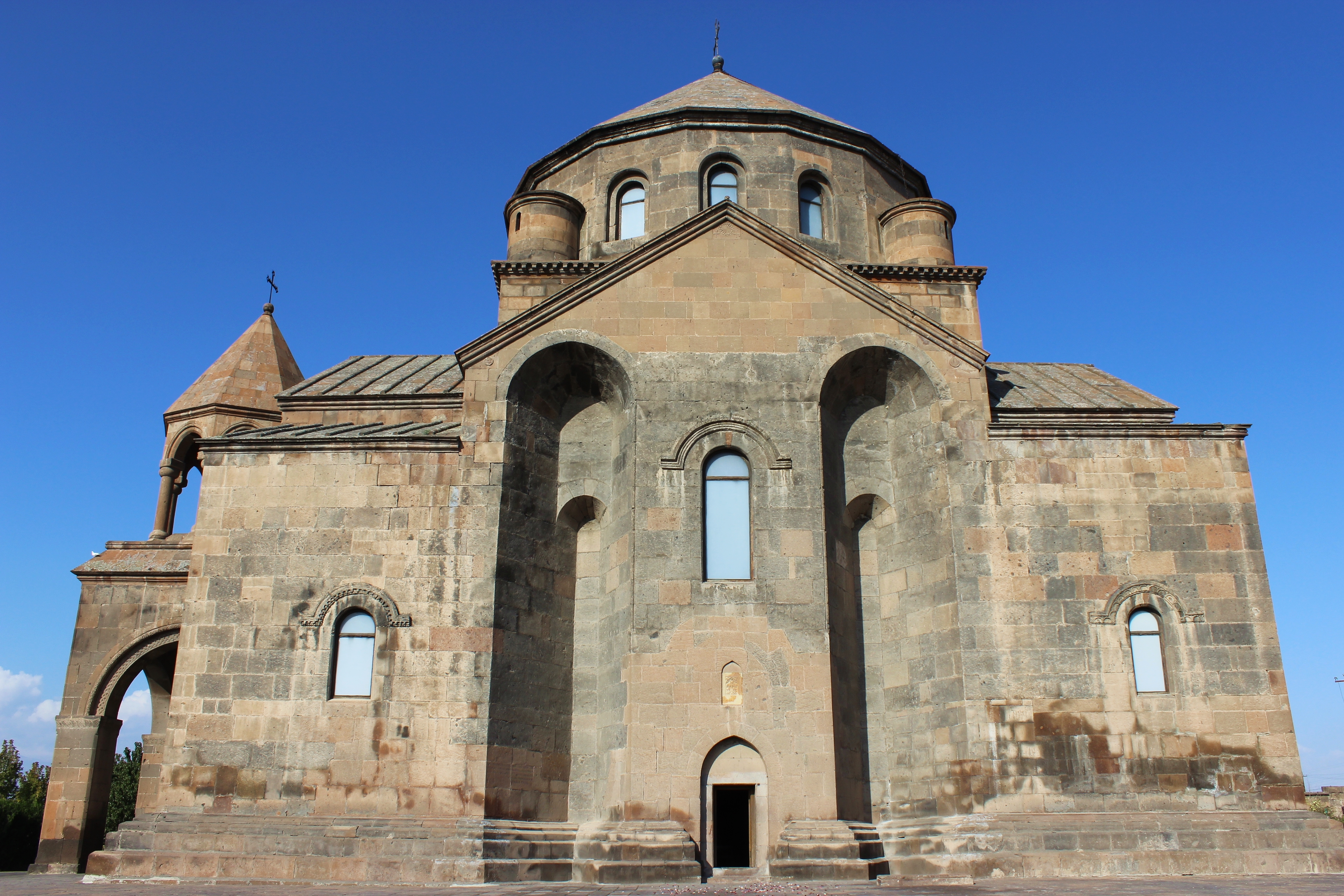
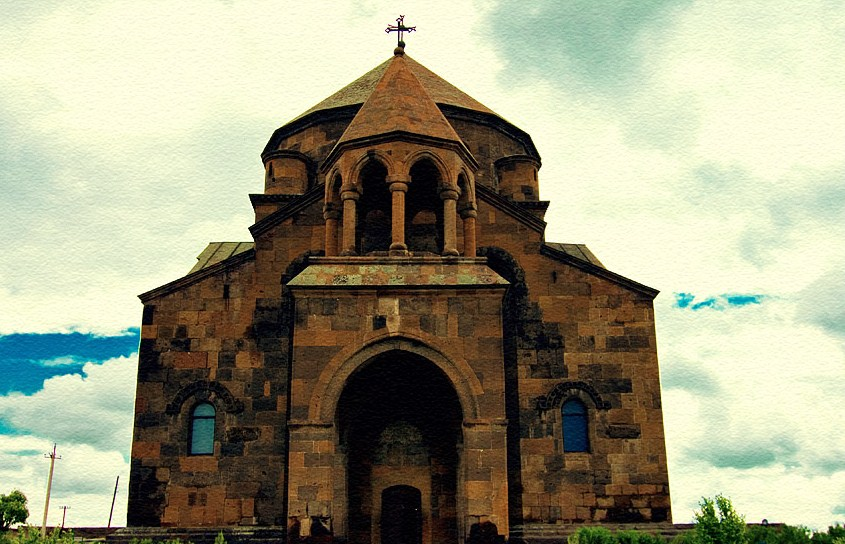
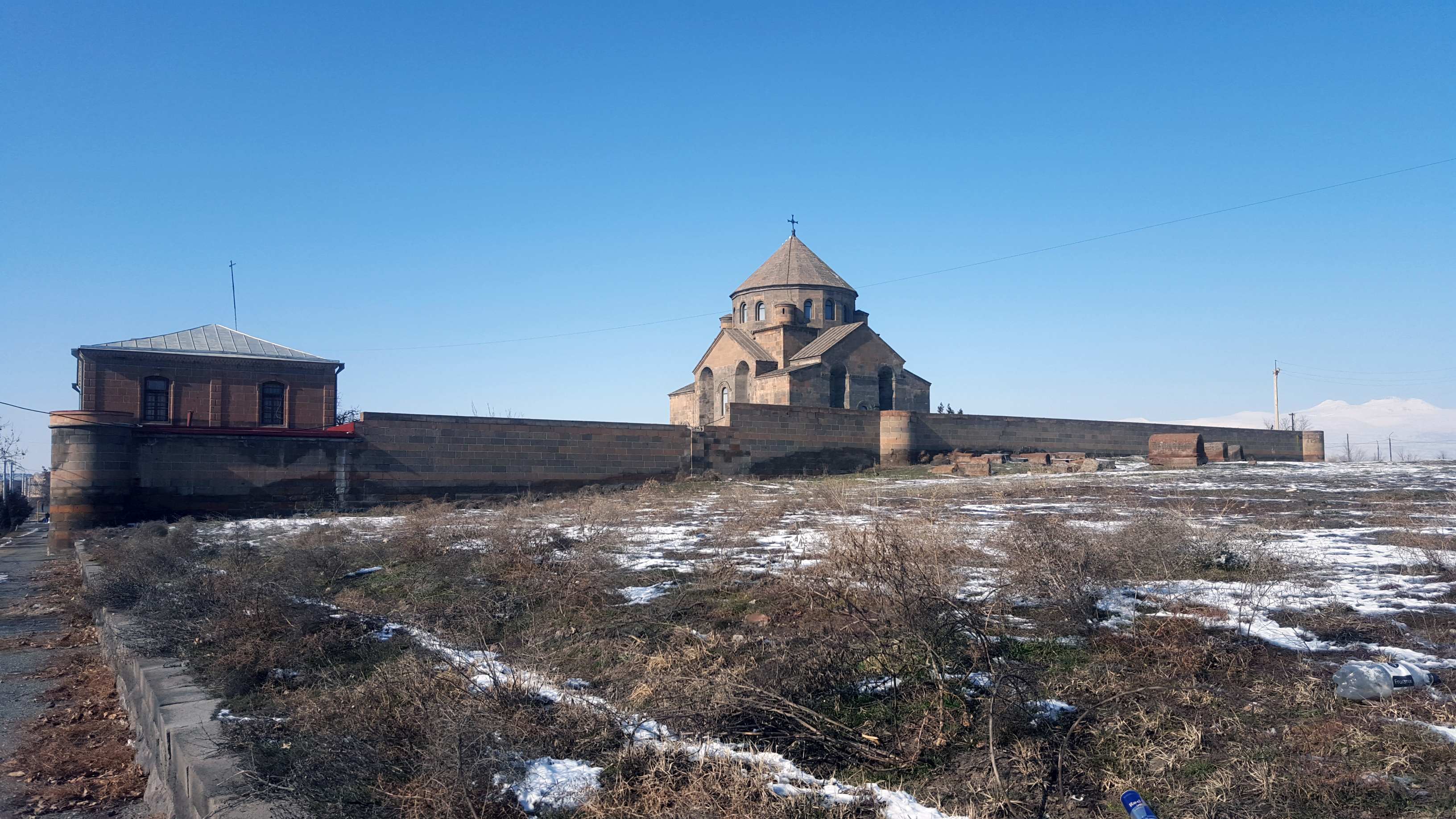
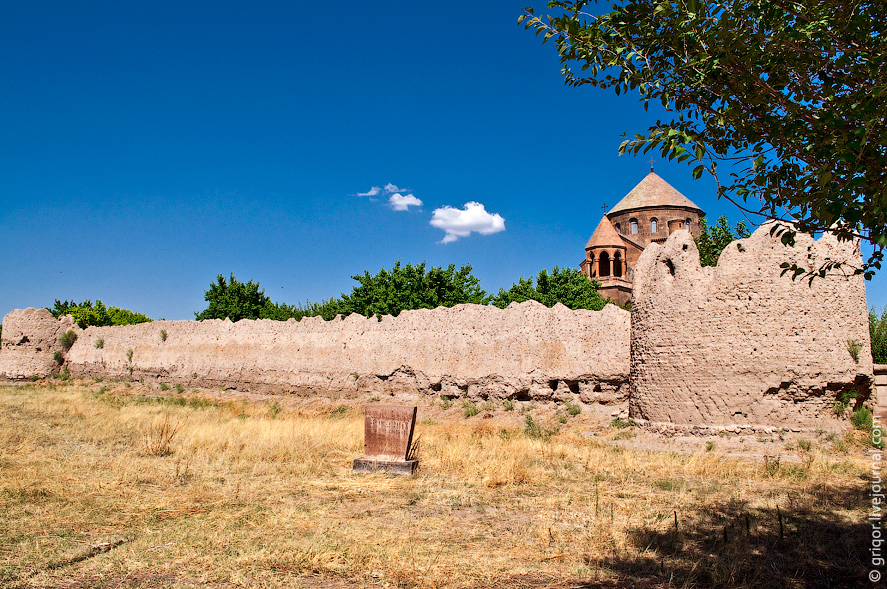
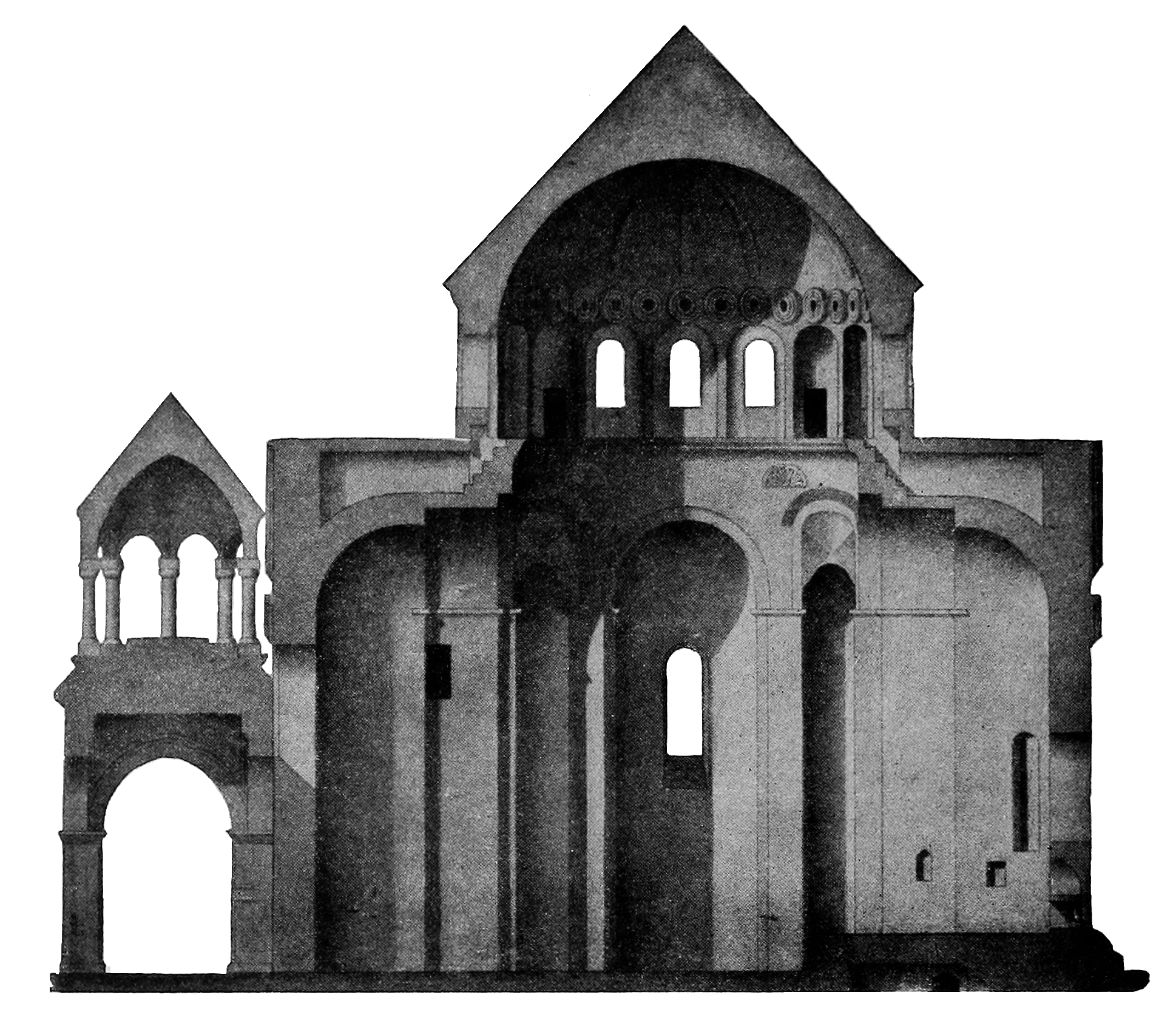
Secció transversal de l'església per Toros Torameño

## Representacions artístiques i històriques

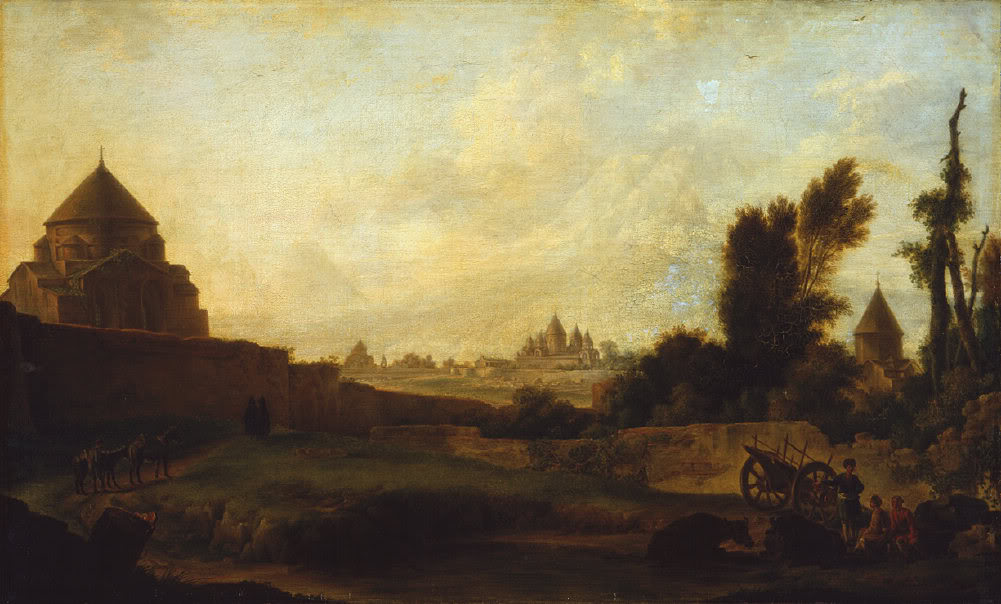
Vista d'Etchmiadzin per Mikhail Ivanov, 1783. L'església de Sta. Hripsimè se'n pot veure a l'esquerra
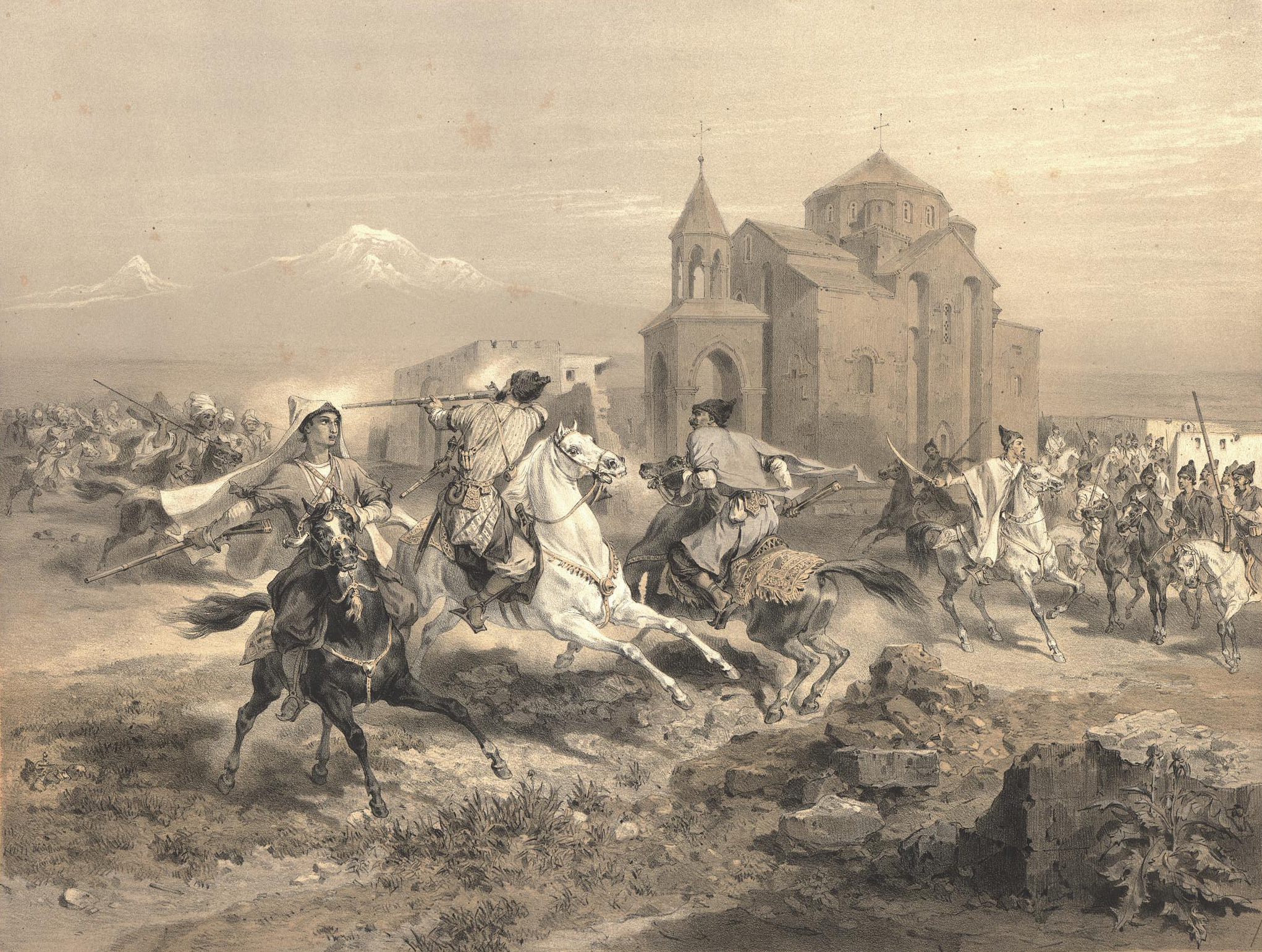
Kurds i perses atacant Vagharshapat per Grigory Gagarin , 1847
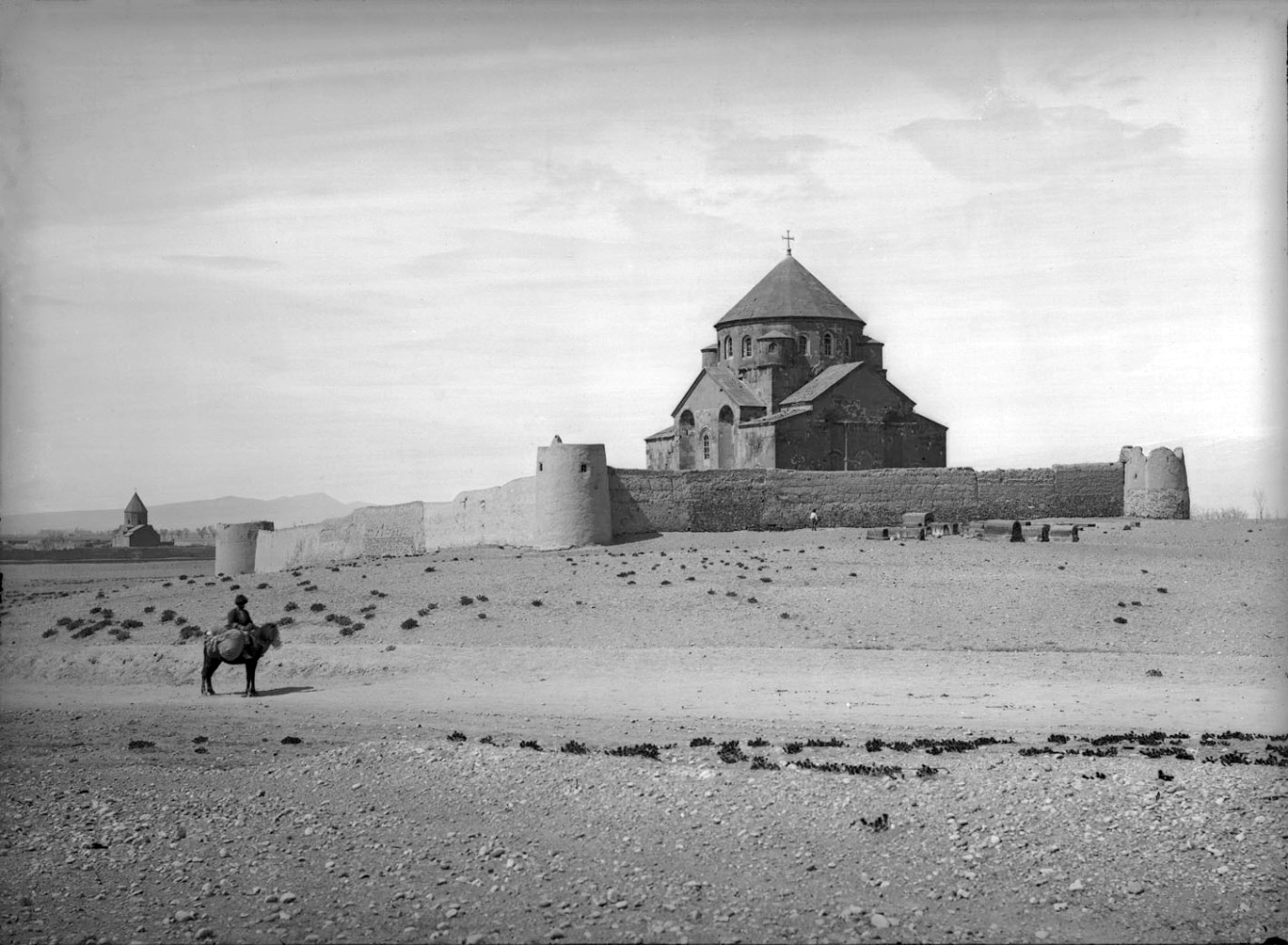
1878
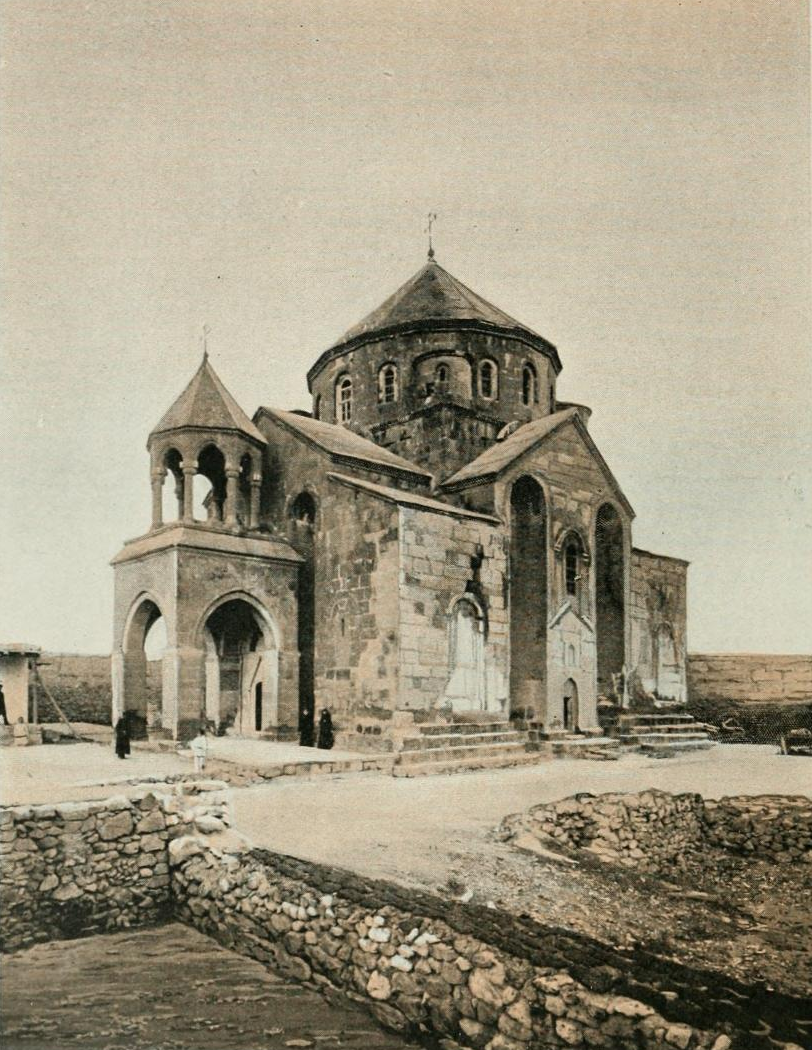
Del llibre de 1901 de HFB Lynch sobre Armènia
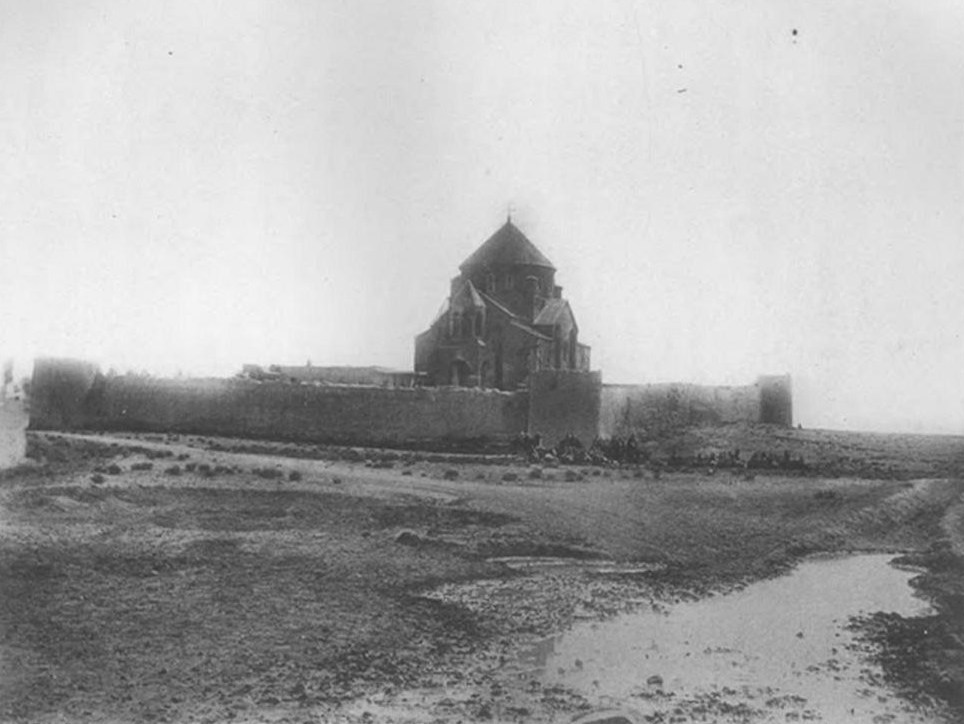
D'un llibre rus de 1901
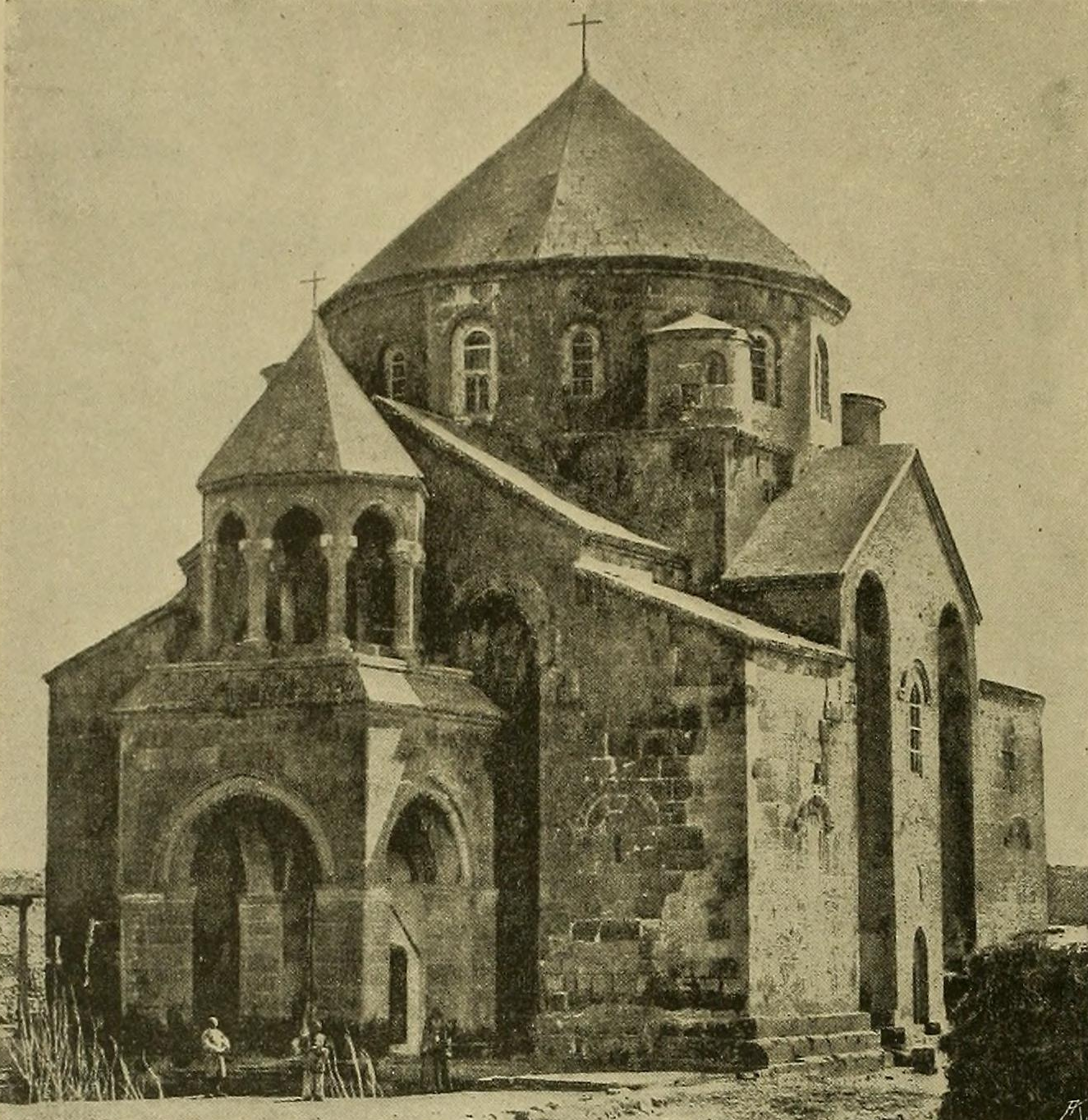
Foto de 1911 reproduïda en el llibre de 1918 de Strzygowski
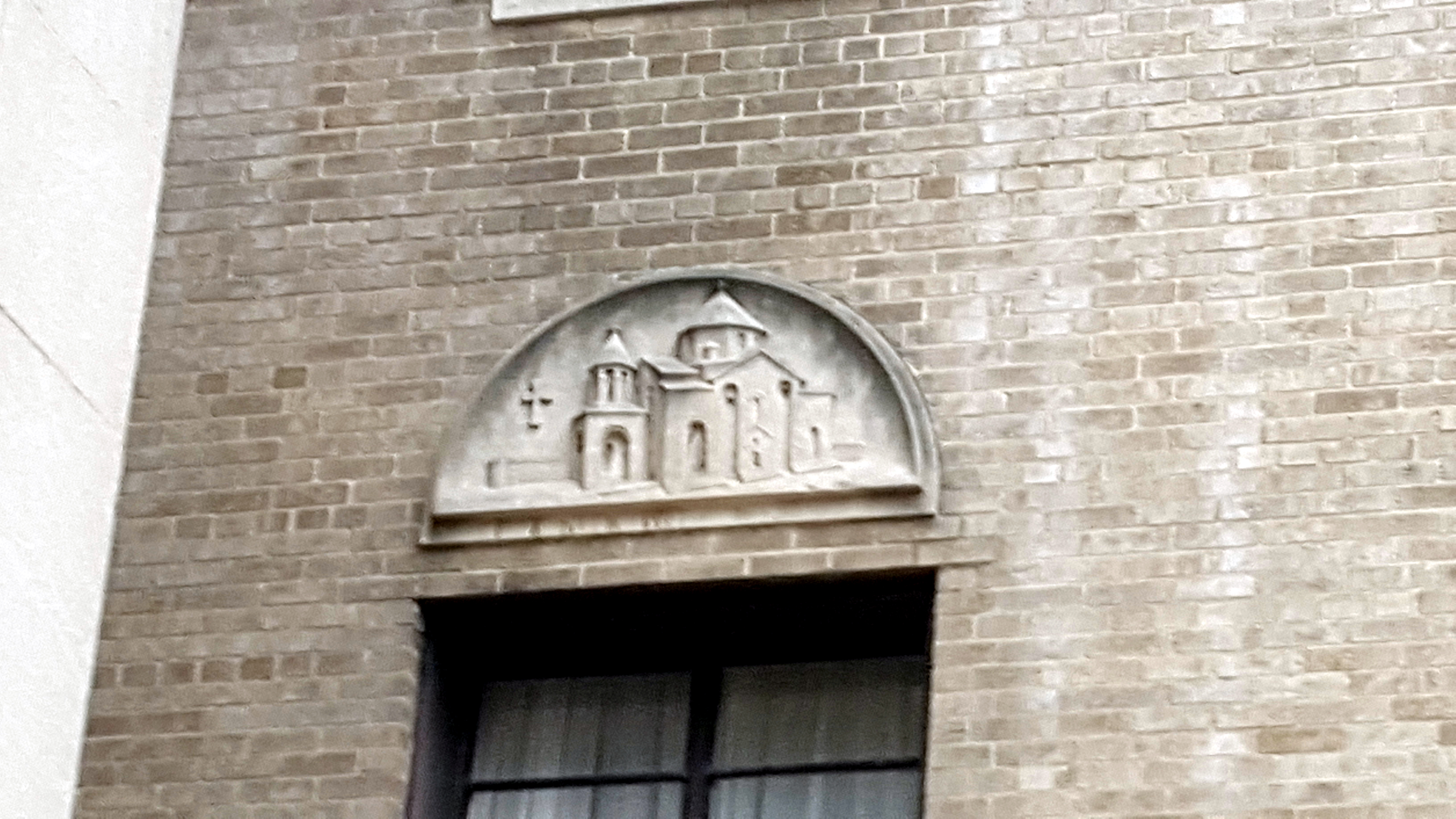
Un baix relleu de l'església de Santa Hripsimè en la seu de la Diòcesi Oriental de l'Església Armènia d'Amèrica al costat de la Catedral de St. Vartan a Manhattan, Nova York
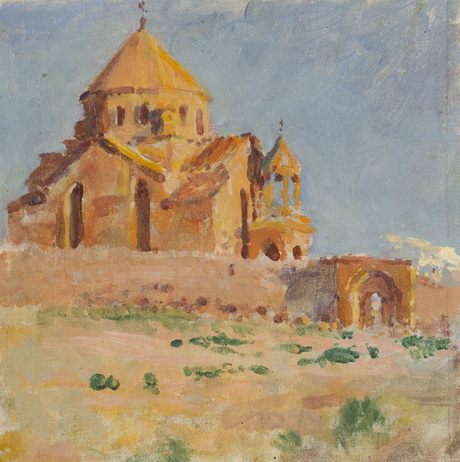
Per Yeghishe Tadevosyan, 1913
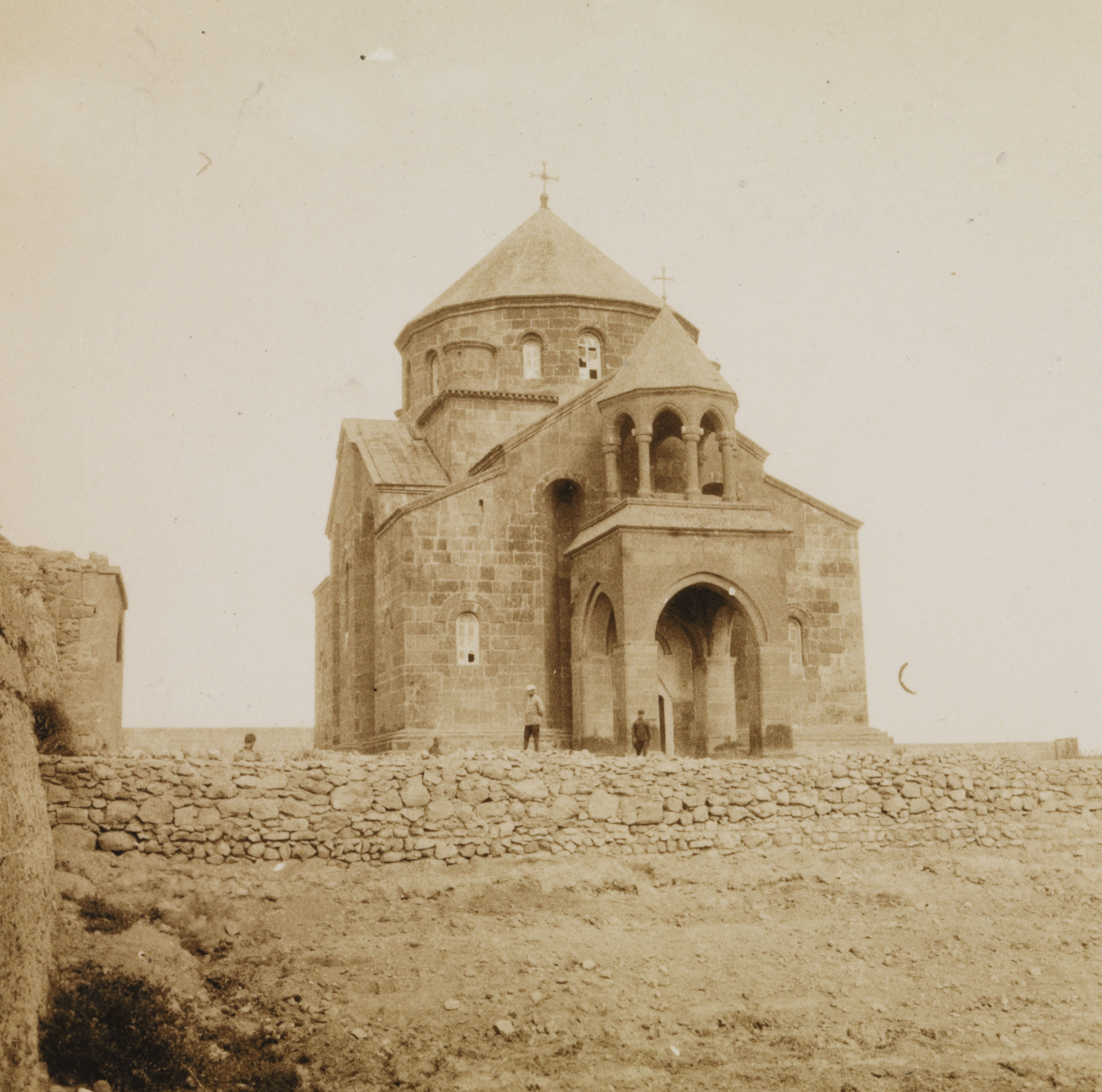
Per Fridtjof Nansen, 1925
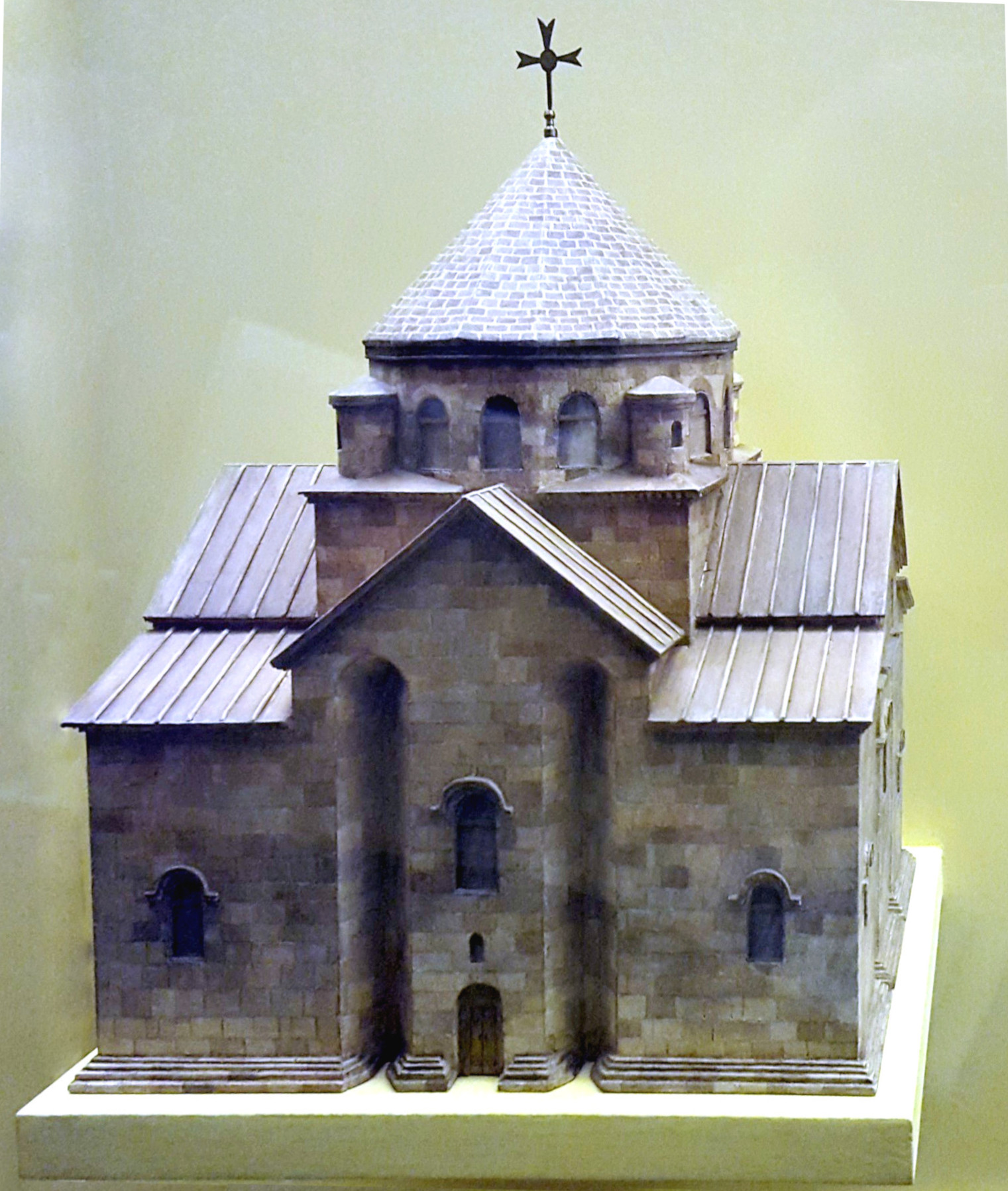
Model de l'església exhibida al Museu Americà d'Història Natural de Nova York
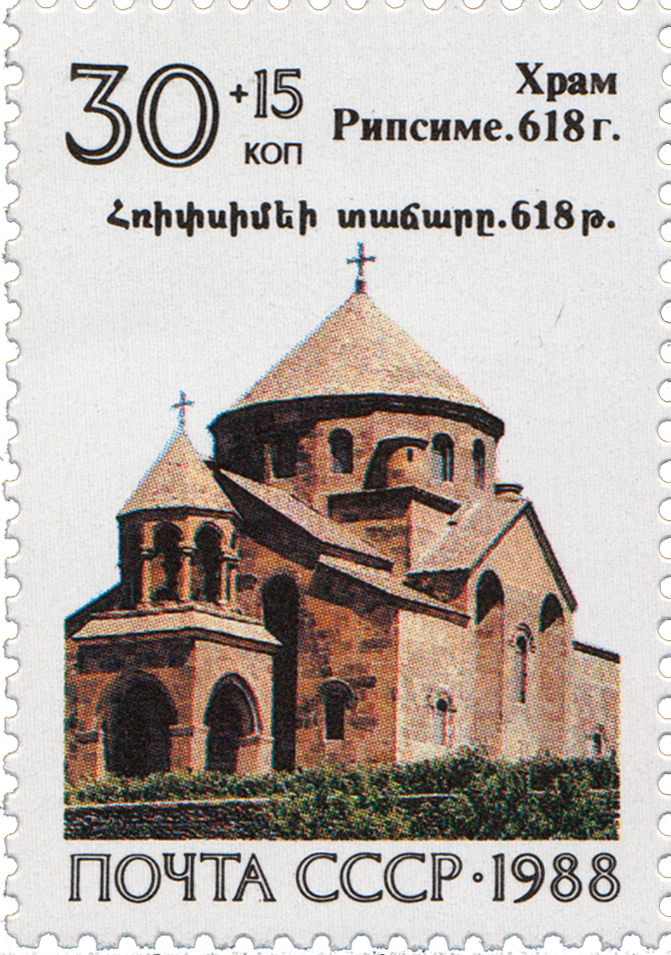
Un segell soviètic de 1988 que representa l'església
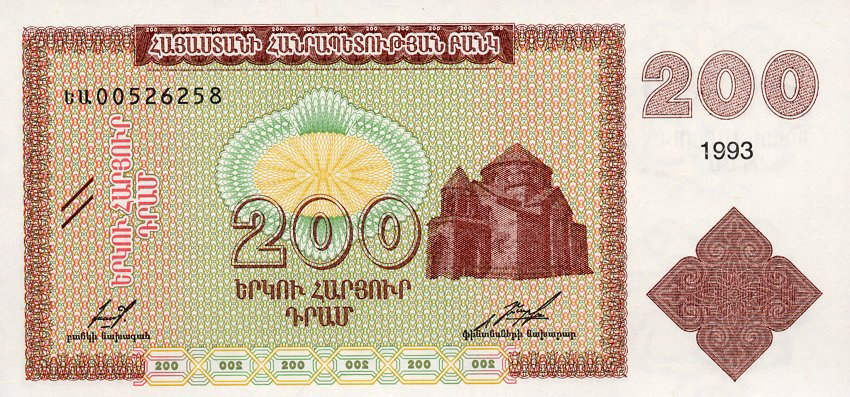
L'església fou reproduïda en bitllets de banc de 200 drams armenis (en ús de 1993 a 2004)